# Rio Corcotu
O Rio Corcotu é um rio da Romênia, afluente do Şuşiţa, localizado no distrito de Gorj.